# Corps humain
Pour des articles plus généraux, voir Corps (biologie) et Homo sapiens.

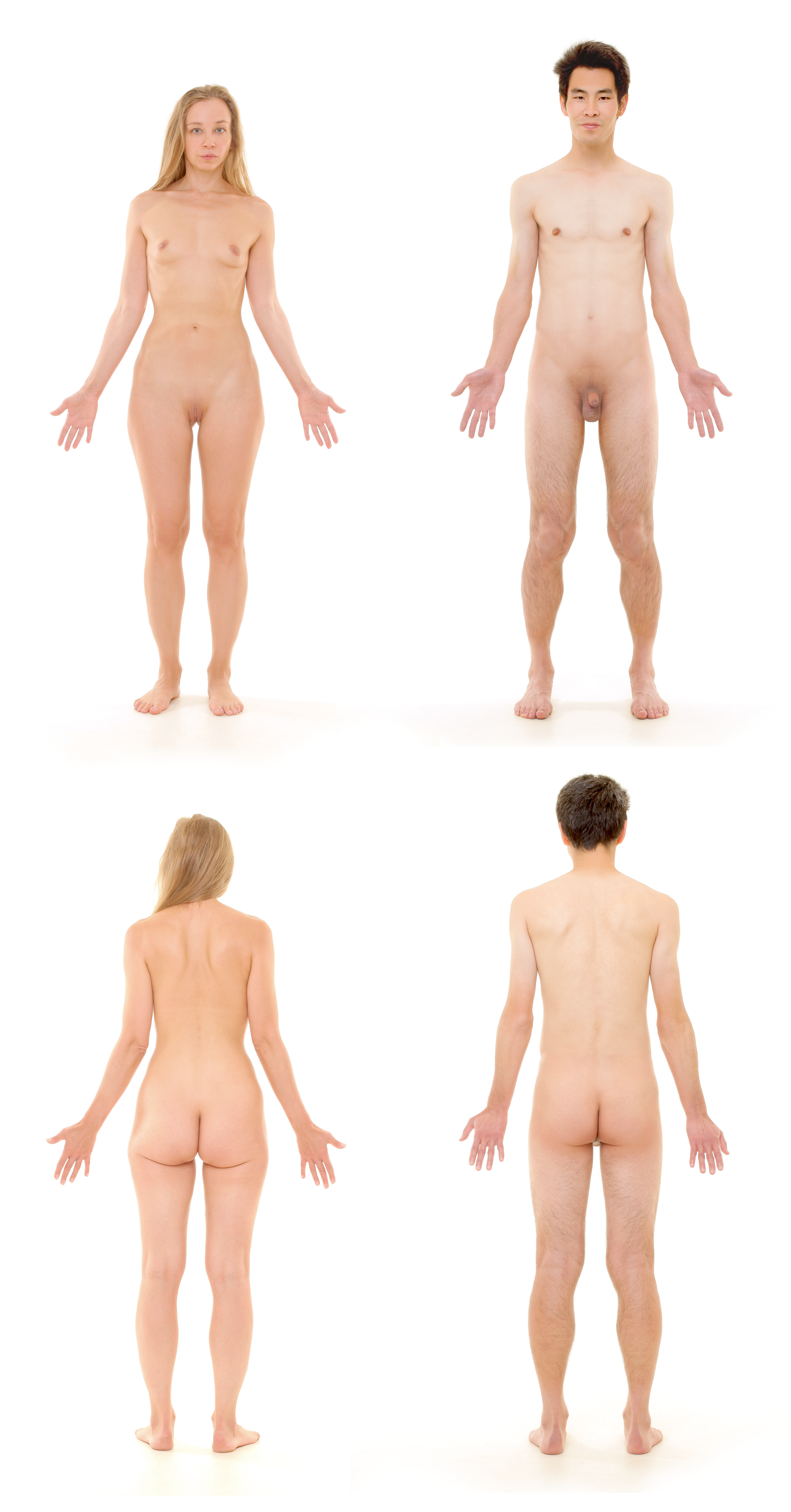
Corps humain féminin (à gauche) et masculin (à droite) vu de face et de dos.

Le corps humain est la  structure culturelle et physique d'un être humain. Le corps humain est constitué de plusieurs systèmes (nerveux, digestif, etc.), ainsi que de 206 os et 639 muscles dont 570 sont des muscles squelettiques. La science et la pratique visant à décrire l'organisation et le fonctionnement du corps humain est l'anatomie humaine, qui est une spécialité de la médecine. La médecine vise plus généralement à préserver la santé, c'est-à-dire le fonctionnement normal du corps humain.

## Études et recherches

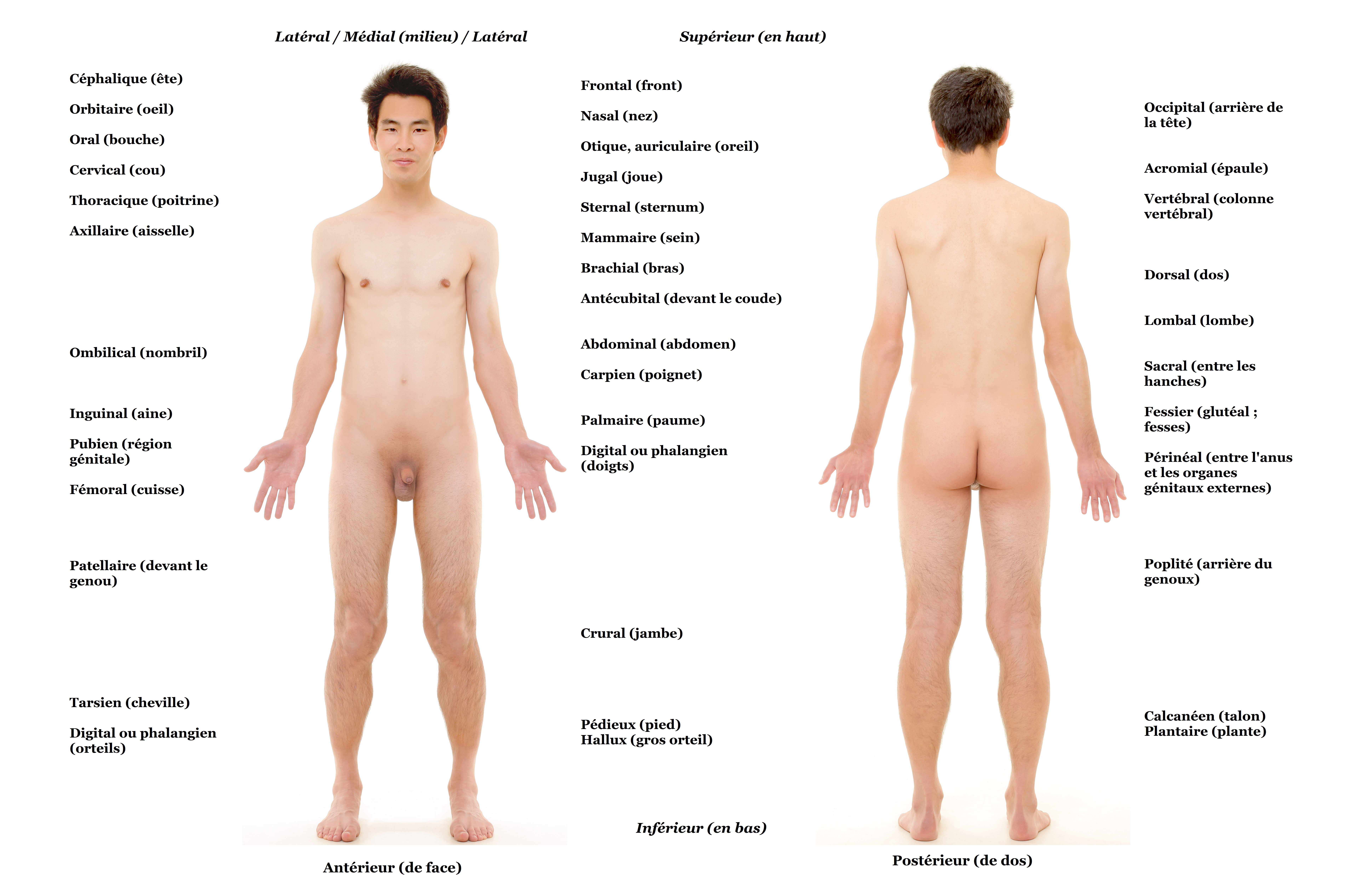
Vues antérieure et postérieure du corps humain, avec termes régionaux et directionnels.

L'anatomie est la discipline consacrée à la description du corps humain et de ses différentes parties. L'anatomie macroscopique s'intéresse à sa surface et aux éléments visibles à l’œil nu, tandis que l'anatomie microscopique, ou histologie, suppose l'utilisation d'outils grossissants comme le microscope. L'anatomopathologie se focalise sur la morphologie du corps malade. La physiologie se consacre elle aux fonctions des différents éléments corporels. [réf. nécessaire].
La position anatomique de référence utilisée afin d'uniformiser les descriptions est celle d'un corps en position debout, la tête droit, le regard fixe, les bras sur les côtés avec les paumes tournées vers l'avant et les pieds joints. La terminologie comprend des termes directionnels, servant à localiser les parties du corps les unes entre les autres, ainsi que des termes régionaux, utiles pour désigner ces parties. Le corps peut être divisé selon un plan médian, coronal ou transverse.

## Structuration
Le corps se compose de différents niveaux de stratification et de complexité structurales. Le niveau fondamental est chimique, donc atomique et moléculaire. La plupart des biomolécules se composent de quatre éléments (le carbone, l’hydrogène, l'oxygène et l'azote). 4 % du poids corporel correspond à d'autres éléments, dont le potassium, le sodium, le calcium et le phosphore. 
Le corps d'un homme adulte contient 60% d'eau, ce qui représente environ 42 litres. [réf. nécessaire].
Les cellules sont les plus petites unités indépendantes de matière vivante. La plupart sont spécialisés afin de répondre à une fonction précise. Il en existe environ [réf. nécessaire]:
- 36 000 milliards pour un homme pesant 70 kg,
- 28 000 milliards pour une femme pesant 60 kg,
- 17 000 milliards pour un enfant de 10 ans pesant 32 kg[4],

parmi 300 types différents. L'ADN de chacune de ces cellules pourrait s'étirer sur environ 2 mètres s'il était déroulé.
Les tissus forment le niveau d'organisation intermédiaire entre la cellule et l'organe. Ils se composent d'un ensemble de cellules semblables et de même origine, sont regroupés en amas, réseau ou faisceau (fibre), se régénèrent et assurent la même fonction. Les tissus conjonctifs, épithéliaux, musculaires et nerveux sont les quatre types de tissus principaux, avec chacun leurs subdivisions. 
Constitués de plusieurs tissus, les organes, au nombre d'environ 80, réalisent une fonction physiologique unique et sont associés à un ou plusieurs systèmes. Par différence avec les appareils, qui remplissent un ensemble de fonctions complémentaires, les systèmes sont répartis dans l'ensemble de l'organisme. Ils sont constitués d'organes et de tissus assurant une même fonction vitale, comme la digestion ou la respiration.

## Composition du corps humain par éléments
| Numéro atomique | Élément   | Pour cent de la masse | Masse (kg) |
| --------------- | --------- | --------------------- | ---------- |
| 8               | Oxygène   | 65                    | 52         |
| 6               | Carbone   | 18                    | 14,4       |
| 1               | Hydrogène | 10                    | 8          |
| 7               | Azote     | 3                     | 2,4        |
| 20              | Calcium   | 1,5                   | 1,2        |
| 15              | Phosphore | 1                     | 0,8        |
| 16              | Soufre    | 0,25                  | 0,2        |
| 19              | Potassium | 0,2                   | 0,2        |
| 17              | Chlore    | 0,15                  | 0,12       |
| 11              | Sodium    | 0,15                  | 0,12       |
| 12              | Magnésium | 0,05                  | 0,04       |
| 26              | Fer       | 0,006                 | 0,0048     |
| 9               | Fluor     | 0,0037                | 0,00296    |
| 30              | Zinc      | 0,0032                | 0,00256    |
| 14              | Silicium  | 0,002                 | 0,0016     |
| 40              | Zirconium | 0,0006                | 0,00048    |
| 37              | Rubidium  | 0,00046               | 0,000368   |
| 38              | Strontium | 0,00046               | 0,000368   |
| 35              | Brome     | 0,00029               | 0,000232   |
| 82              | Plomb     | 0,00017               | 0,000136   |
| 41              | Niobium   | 0,00016               | 0,000128   |
| 29              | Cuivre    | 0,0001                | 0,00008    |
| 13              | Aluminium | 0,000087              | 0,000070   |
| 48              | Cadmium   | 0,000072              | 0,000058   |
| 5               | Bore      | 0,000069              | 0,000055   |
| 56              | Baryum    | 0,000031              | 0,000025   |
| 33              | Arsenic   | 0,000026              | 0,000021   |
| 23              | Vanadium  | 0,000026              | 0,000021   |
| 50              | Étain     | 0,000024              | 0,000019   |
| 80              | Mercure   | 0,000019              | 0,000015   |
| 34              | Sélénium  | 0,000019              | 0,000015   |
| 25              | Manganèse | 0,000017              | 0,000014   |
| 53              | Iode      | 0,000016              | 0,000013   |
| 79              | Or        | 0,000014              | 0,000011   |
| 28              | Nickel    | 0,000014              | 0,000011   |
| 42              | Molybdène | 0,000013              | 0,000010   |
| 22              | Titane    | 0,000013              | 0,000010   |
| 52              | Tellure   | 0,000012              | 0,000010   |
| 51              | Antimoine | 0,000011              | 0,000009   |
| 3               | Lithium   | 0,0000031             | 0,000002   |
| 24              | Chrome    | 0,0000024             | 0,000002   |
| 55              | Césium    | 0,0000021             | 0,000002   |
| 27              | Cobalt    | 0,0000021             | 0,000002   |
| 47              | Argent    | 0,000001              | 0,0000008  |
| 92              | Uranium   | 0,00000013            | 0,0000001  |
| 4               | Béryllium | 0,000000005           | 4E-09      |
| 88              | Radium    | 0,00000000000000001   | 8E-18      |

## Composition du corps humain par type cellulaire
| Type cellulaire                     | Nombre (en milliards) | Pour cent |
| ----------------------------------- | --------------------- | --------- |
| Globule rouge                       | 25 200                | 84        |
| plaquettes                          | 1 470                 | 4,9       |
| Cellule moelle osseuse              | 750                   | 2,5       |
| Cellule endothéliale vasculaire     | 630                   | 2,1       |
| Lymphocyte                          | 450                   | 1,5       |
| Hépatocyte                          | 240                   | 0,8       |
| Cellule gliale                      | 180                   | 0,6       |
| Cellule épithéliale bronchique      | 150                   | 0,5       |
| Cellule Interstitielle respiratoire | 150                   | 0,5       |
| Cellule épidermique                 | 150                   | 0,5       |
| Adipocyte                           | 60                    | 0,2       |
| Fibroblaste dermique                | 30                    | 0,1       |
| Cellule musculaire                  | 0,3                   | 0,001     |
| Divers                              | 600                   | 2         |

## Filmographie
- Planète corps, de Pierre-François Gaudry, Collection : Odyssée des sciences, 88 minutes, Mona Lisa, Universcience, l’Inserm, Smith&Nasht

### Ouvrages
- Janet S. Ross et Kathleen Jean Wilson Wallace (trad. de l'anglais, ill. Richard Tibbitts, édité par Anne Waugh & Allison Grant, coordination scientifique de l’édition française par Julie Cosserat), Anatomie et physiologie normales et pathologiques, Issy-les-Moulineaux, Elsevier Masson, 2019, 13e éd., XV-575 p. (ISBN 978-2-294-76408-0, BNF 45760534).

- Elaine N. Marieb et Katja Hoehn (trad. de l'anglais par Sophie Dubé), Anatomie et physiologie humaines, Montreuil, Pearsons, 2019 (ISBN 978-2-7661-0122-1, BNF 45798350), p. XXVI-1310.

### Articles
- (en) Yoram Yom-Tov et Eli Geffen, « Geographic variation in body size : the effects of ambient temperature and precipitation », Oecologia, vol. 148, no 2,‎ juin 2006, p. 213-218 (PMID 16525785, DOI 10.1007/s00442-006-0364-9, lire en ligne, consulté le 30 mars 2021).